# Campeonato Mundial de Gimnasia Artística de 2001
El XXXV Campeonato Mundial de Gimnasia Artística se celebró en Gante (Bélgica) entre el 28 de octubre y el 4 de noviembre de 2001 bajo la organización de la Federación Internacional de Gimnasia (FIG) y la Real Federación Belga de Gimnasia.
Las competiciones se llevaron a cabo en el Arena Vlanderen. Se contó con la presencia de 570 gimnastas (326 hombres y 244 mujeres) de 68 países miembros de la FIG. 

## Resultados

### Masculino
| Evento                 | Oro | Plata                                                                                               | Bronce |
| ---------------------- | --- | --------------------------------------------------------------------------------------------------- | --- |
| Concurso completo ind. | Jing Feng China 56,211 pts. | Ivan Ivankov · Bielorrusia · 56,124 pts.                                                            | Jordan Jotchev Bulgaria 56,085 pts.                                                                                               |
| Suelo                  | Jordan Jotchev Bulgaria / Marian Drăgulescu Rumania 9,550                                                                              | | Igors Vihrovs Letonia 9,425 |
| Caballo con arcos      | Marius Urzică Rumania 9,800 | Qin Xiao China 9,775                                                                                | Olexander Beresh · Ucrania · 9,662                                                                                                |
| Anillas                | Jordan Jotchev Bulgaria 9,775 | Szilveszter Csollány · Hungría · 9,712                                                              | Andrea Coppolino · Italia · 9,650                                                                                                 |
| Salto de potro         | Marian Drăgulescu Rumania 9,668 | Jevgēņijs Saproņenko Letonia 9,643                                                                  | Charles León Tamayo · Cuba · 9,624                                                                                                |
| Paralelas              | Sean Townsend Estados Unidos 9,700 | Eric López · Cuba · 9,675                                                                           | Ivan Ivankov · Bielorrusia · 9,637                                                                                                |
| Barra fija             | Vlasios Maras · Grecia · 9,737 | Olexander Beresh · Ucrania / · Philippe Rizzo · Australia · 9,725                                   | |
| Concurso por equipos   | Bielorrusia · Ivan Ivankov · Alexei Sinkevich · Dmitry Kasperovich · Vitali Valinchuk · Alexander Kruzhilov · Denis Savenkov · 169,622 | Estados Unidos Sean Townsend Stephen McCain Guard Young Raj Bhavsar Brett McClure Paul Hamm 166,845 | Ucrania · Alexander Beresh · Sergei Vyaltsev · Roman Zozulya · Andrei Lipsky · Ruslan Mezentsev · Andrei Mikhailichenko · 165,483 |

### Femenino
| Evento                 | Oro | Plata                                                                                                   | Bronce                                                                                                   |
| ---------------------- | --- | --- | --- |
| Concurso completo ind. | Svetlana Khorkina Rusia 37,617 pts.                                                                          | Natalia Ziganshina Rusia 37,305 pts.                                                                    | Andreea Răducan Rumania 36,949 pts.                                                                      |
| Suelo                  | Andreea Răducan Rumania 9,550                                                                                | Daniele Hypólito · Brasil · 9,487                                                                       | Svetlana Khorkina Rusia 9,375                                                                            |
| Salto de potro         | Svetlana Khorkina Rusia 9,412                                                                                | Oxana Chusovitina Uzbekistán 9,349                                                                      | Andreea Răducan Rumania 9,243                                                                            |
| Barras asimétricas     | Svetlana Khorkina Rusia 9,437                                                                                | Renske Endel · Países Bajos · 9,425                                                                     | Katie Heenan Estados Unidos 9,212                                                                        |
| Barra                  | Andreea Răducan Rumania 9,662                                                                                | Liudmila Ezhova Rusia 9,650                                                                             | Xiaojiao Sun China 9,575                                                                                 |
| Concurso por equipos   | Rumania Andreea Raducan Sabina Cojocar Andreea Ulmeanu Silvia Stroescu Carmen Ionescu Loredana Boboc 110,209 | Rusia Svetlana Khorkina Natalia Ziganshina Ludmila Ezhova Maria Zassypkina Elena Zamolodchikova 109,023 | Estados Unidos Tasha Schwikert Ashley Miles Tabitha Yim Rachel Tidd Mohini Bhardwaj Katie Heenan 108,514 |

## Medallero
| Núm. | País           | Oro | Plata | Bronce | Total |
| ---- | -------------- | --- | ----- | ------ | ----- |
| 1    | Rumania        | 6   | 0     | 2      | 8     |
| 2    | Rusia          | 3   | 3     | 1      | 7     |
| 3    | Bulgaria       | 2   | 0     | 1      | 3     |
| 4    | Estados Unidos | 1   | 1     | 2      | 4     |
| 5    | Bielorrusia    | 1   | 1     | 1      | 3     |
| 5    | China          | 1   | 1     | 1      | 3     |
| 7    | Grecia         | 1   | 0     | 0      | 1     |
| 8    | Ucrania        | 0   | 1     | 2      | 3     |
| 9    | Cuba           | 0   | 1     | 1      | 2     |
| 9    | Letonia        | 0   | 1     | 1      | 2     |
| 11   | Australia      | 0   | 1     | 0      | 1     |
| 11   | Brasil         | 0   | 1     | 0      | 1     |
| 11   | Hungría        | 0   | 1     | 0      | 1     |
| 11   | Países Bajos   | 0   | 1     | 0      | 1     |
| 11   | Uzbekistán     | 0   | 1     | 0      | 1     |
| 16   | Italia         | 0   | 0     | 1      | 1     |
|      | TOTAL          | 15  | 14    | 13     | 42    |